# Pandanus singaporensis
Pandanus singaporensis är en enhjärtbladig växtart som beskrevs av Ryozo Kanehira. Pandanus singaporensis ingår i släktet Pandanus och familjen Pandanaceae. Inga underarter finns listade.